# Orange2Fly
Orange2Fly foi uma companhia aérea charter grega com sede em Atenas, Grécia. Encerrou todas as operações em setembro de 2021.

## História
A companhia aérea foi fundada em setembro de 2015 pelo investidor grego Pantelis Sofianos, recebeu sua primeira aeronave em junho de 2016 e iniciou as operações em 20 de julho de 2016.
No início de 2020, Orange2fly encerrou todos os voos no Aeroporto Internacional de Pristina, onde operava quatro rotas programadas para a Alemanha e Suíça, e foi a quinta maior companhia aérea em 2019.
A empresa recebeu proteção judicial de credores em outubro de 2020. Em janeiro de 2021, Orange2fly suspendeu todas as operações com planos de reestruturação. Em fevereiro de 2021, o governo grego se recusou a oferecer um empréstimo e em setembro de 2021 a empresa pediu concordata e fechou as portas.

## Frota

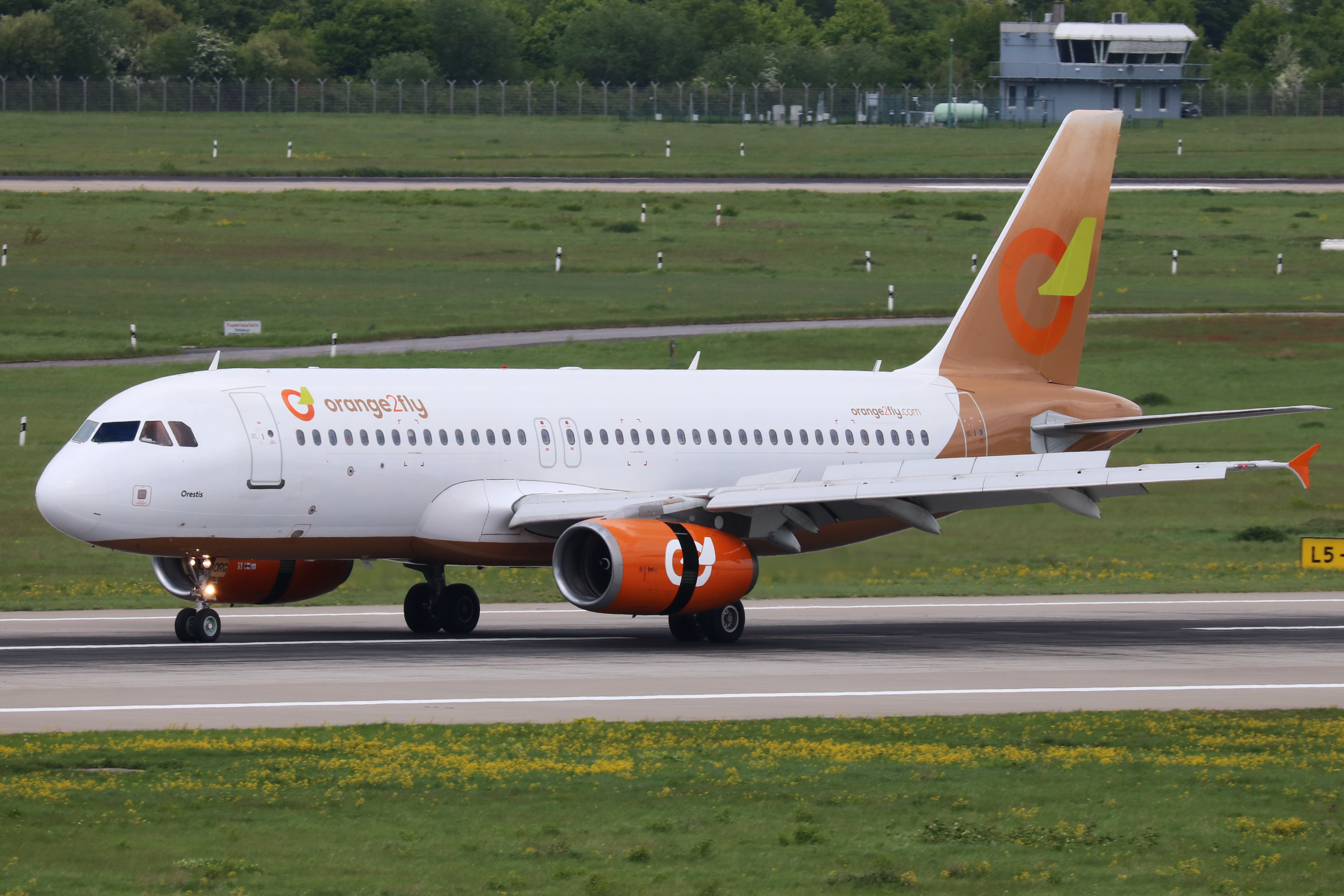
Um Airbus A320-200 da Orange2Fly

A frota da Orange2Fly consistia nas seguintes aeronaves (Janeiro de 2021):
| Aeronaves       | Em Serviço | Ordens | Passageiros | Notas |
| --------------- | ---------- | ------ | ----------- | ----- |
| Airbus A320-200 | 1          | –      | 180         |       |
| Total           | 1          | 0      |             |       |